# Дети шпионов 3: Игра окончена
«Дети шпионов 3: Игра окончена» (англ. Spy Kids 3-D: Game Over — «Дети шпионов 3-D: Игра окончена») — американский шпионский комедийный боевик 2003 года, продолжение фильма «Дети шпионов 2: Остров несбывшихся надежд» и третий фильм в серии фильмов «Дети шпионов». Режиссёром, продюсером и сценаристом выступил Роберт Родригес, сопродюсером — Элисабет Авельян, в главных ролях Антонио Бандерас, Карла Гуджино, Алекса Вега, Дэрил Сабара, Элайджа Вуд, Рикардо Монталбан, Холланд Тейлор, Майк Джадж, Сальма Хайек, Мэтт О’Лири, Эмили Осмент, Чич Марин, Бобби Эднер, Кортни Джайнс, Роберт Вито, Райан Пинкстон, Дэнни Трехо, Алан Камминг, Тони Шалуб и Сильвестр Сталлоне. Он был выпущен 25 июля 2003 года в США и 23 октября в России компанией Dimension Films. Несмотря на смешанные и негативные отзывы, фильм собрал 197 миллионов долларов при бюджете в 38 миллионов долларов, став самым кассовым фильмом в серии.
Хотя изначально это должен был быть последний фильм в серии, в 2011 году был выпущен четвёртый фильм «Дети шпионов 4D».

## Сюжет
Прошло три года с момента событий второго фильма. Джуни Кортес ушёл из ОСС и, как и мечтал, открыл своё детективное агентство. Свои скромные денежные гонорары он откладывает, чтобы накопить на новую видеоигру «Game Over», созданную загадочным Кибергением, который обещает огромные призы и богатство тем, кто пройдёт игру до конца. Однако с Джуни связывается бывший глава ОСС, а ныне президент США Девлин, который сообщает, что его сестра пропала. Прибыв в ОСС и встретившись с Доннагоном и Франческой Гигглс, Джуни узнаёт, что Кармен виртуально исчезла в той самой новой видеоигре и застряла на 4 уровне, оказавшись в плену у Кибергения — бывшего информатора ОСС, который был выслан в виртуальный мир по неизвестным причинам. Джуни должен за 12 часов добраться до «непроходимого» пятого уровня и отключить игру, чтобы не дать Кибергению вырваться из тюрьмы и захватить умы юных игроков. У Джуни будет девять жизней на момент начала игры.
С самого начала Джуни теряет одну жизнь, сталкиваясь с тремя бета-тестерами игры — силачом Арнольдом, гением Фрэнсисом и крутым парнем Ресом. Тестеры, заподозрив неладное, вышвыривают мешающегося под ногами Джуни на Луну, где он теряет ещё одну жизнь. Специалисты ОСС предлагают ему помощь — отправить в игру одного из членов его семьи, и Джуни выбирает своего дедушку Валентина, прикованного к креслу, но обладающего огромным интеллектом. Валентин намекает на то, что с Кибергением у него есть какие-то личные счёты. В игре он обретает возможность ходить, получая экзоскелет и обретая сверхчеловеческие силы и выносливость в дополнение к своему интеллекту. Пока Валентин гоняется за бабочкой, Джуни проходит соревнование «роботобой» и побеждает: его противником была загадочная, но интуитивная девочка Деметра. После победы Джуни, потеряв одну жизнь, возвращается на землю, на уровень 2, сохранив при этом костюм, в который он облачился перед битвой. Арнольд, Френсис и Рес, снова встретившись с Джуни, решают, что он Воин — некий легендарный игрок, который может провести их до 5 уровня и победить там. Не являясь Воином на самом деле, Джуни всё же решает подтвердить их слова, чтобы ребята помогли ему найти сестру.
Рес бросает ещё один вызов Джуни — Мега-гонка, самая скоростная и опасная гонка в мире игр, и Джуни её выигрывает. Симпатизируя Деметре, он дает ей очки здоровья, а она предоставляет ему карту всей игры. По пути их пытаются поймать «программисты» Логос и Эдак — разработчики игры, которые обвиняют Джуни в использовании чит-кода, однако Валентин вышвыривает их вон. Уровень 3 превращается в бой один-на-один: Джуни сталкивается с Арнольдом и должен драться, потому что проигравший выбывает из игры. Джуни теряет почти все свои жизни, однако в решающий момент Деметра жертвует собой, чтобы оставить Джуни в игре, и сама выбывает. На 4 уровне Джуни находит свою сестру Кармен, которую освободил Кибергений. Кармен рассказывает, что по вине Кибергения дедушка Валентин оказался прикован к инвалидному креслу 30 лет назад. Джуни, следуя по карте, должен проплыть на сёрфе через лавовое озеро. ОСС, узнав правду о том, что у Валентина и Кибергения была вражда, пытаются остановить ребят, поскольку опасаются, что Валентин может не сдержаться и жестоко отомстить, но все их усилия оказываются тщетны.
Ребята по пути падают в лаву, однако она оказывается абсолютно безвредной, да ещё и холодной: через пещеру они находят путь к уровню 5. Рес и Френсис понимают, что Джуни притворяется воином, и начинают думать, что он — тот, кто заманивает других в место, откуда не выбраться. У входа на 5 уровень они встречают настоящего Воина и проходят на следующий уровень вместе. Неожиданно Воина атакуют, счётчик его 99 жизней оказывается на нуле, и он выбывает из игры. В игре появляется неожиданно Деметра, которая якобы вернулась в игру через лазейку, однако она как раз оказывается той «обманщицей», за что вынуждена просить прощения у игроков. Кибергений нападает на ребят, посылая роботов. Роняя слезу, Деметра уговаривает ребят бежать, а Валентин находит выход из игры. Хотя дедушка не хочет покидать игру, в которой он может ходить, бегать и прыгать, Джуни всё же убеждает его вернуться в реальный мир, обещая и дальше смотреть на него, как на настоящего героя.
Агенты ОСС находят ребят, игравших с Джуни, но выясняется, что в игре было два рубильника: один отключал игру, другой выпускал Кибергения. Валентин признаётся, что повернул второй рубильник, так как 30 лет назад именно Кибергений приковал Валентина к инвалидному креслу, и теперь Валентин жаждет мести. Возникают сейсмические волны. Джуни и Кармен, выбежав на улицу, обнаруживают, что игра перенеслась в реальный мир. В критической ситуации Джуни и Кармен вызывают на помощью всю свою семью: родителей (Грегорио и Ингрид Кортесов), брата Грегорио Исидора по прозвищу «Мачете», бабушку Хельгу и дядю Феликса. Однако поскольку роботов слишком много, Джуни вызывает всех, с кем встречался в первых двух фильмах, ведь ещё в самом начале фильма Герти Гигглс обмолвилась Джуни, сказав: «Все мы твоя семья».
В скором времени все роботы терпят поражение, кроме одного, которым управляет сам Кибергений. Валентин поднимается к нему и ведёт откровенный разговор: оказывается, Валентин решил встретиться с Себастьяном (настоящее имя Кибергения) только для того, чтобы сказать, что прощает его за все ошибки, однако он хочет узнать, простил ли Себастьян себя сам. Старые враги вновь становятся друзьями и Себастьян, собирая всю волю в кулак, объявляет Конец Игры и отключает игру. Обещая искупить свои грехи, Себастьян воссоединяется с семьёй.

## В ролях
- Дэрил Сабара — Джуни Кортес
- Алекса Вега — Кармен Кортес
- Антонио Бандерас — Грегорио Кортес
- Карла Гуджино — Ингред Кортес
- Дэнни Трехо — Исидор «Мачете» Кортес
- Рикардо Монталбан — Валентин Авеллан (Дедушка)
- Холланд Тейлор — Хельга Авеллан (Бабушка)
- Сильвестр Сталлоне — Кибергений (Себастьян)
- Майк Джадж —  Доннагон Гигглс
- Сальма Хайек — Франческа Гигглс
- Мэтт О’Лири[англ.] — Гэри Гигглс
- Эмили Осмент — Герти Гигглс
- Райан Пинкстон — Арнольд
- Роберт Вито — Рес
- Бобби Эднер — Фрэнсис
- Кортни Джайнс — Деметра
- Билл Пэкстон — Динки Уинкс
- Джордж Клуни — Девлин
- Стив Бушеми — Ромеро
- Элайджа Вуд — Воин
- Селена Гомеc — девочка в парке развлечений
- Чич Марин — Феликс Гамм
- Алан Камминг — Феган Флуп
- Тони Шалуб —  Александр Миньон
- Джеймс Пэкстон — Динки Винкс-младший

## Награды
- 2004 — Золотая малина — Худшая мужская роль второго плана (Сильвестр Сталлоне)